# Rasac
Rasac é um pico da Cordilheira dos Andes localizado no Peru. Possui 6.017 metros de altitude.